# História da Igreja russa
A história da Igreja russa é a história da Igreja Ortodoxa no território da Rússia histórica, em particular, no Principado de Quieve, bem como no Grão-Ducado de Moscou, no Czarado da Rússia e, mais tarde, no Império Russo, na URSS, e após o colapso deste último em 1991, nos Estados que se formaram em seu território, sobre os quais o Patriarcado de Moscou continua a estender sua jurisdição eclesiástica.
A historiografia eclesiástica e secular moderna da Igreja russa costuma ter como ponto de partida o ano de 988 (para mais detalhes, ver o artigo Batismo da Rússia); a historiografia eclesiástica mais tradicional traçou a história da Igreja na Rússia até a era apostólica. As primeiras informações sobre a existência de comunidades cristãs em Kiev remontam à segunda metade do séc. IX.
Uma organização eclesiástica autocéfala com o centro em Moscou foi fundada de fato em 1448, quando os bispos russos de forma independente, sem a participação do Patriarca de Constantinopla, elegeram e instalaram Jonas como metropolita e primaz da Igreja russa. Em 1589, o primaz da Igreja russa, metropolita Jó de Moscou, tornou-se patriarca (veja o artigo Patriarca de Moscou e Toda a Rússia).
A história apresentada neste artigo é a história da Igreja Ortodoxa Russa moderna (Patriarcado de Moscou); até um determinado marco histórico, é também a história de outras associações e movimentos religiosos, do ponto de vista da historiografia neles adotada, por exemplo, os Velhos crentes, a Igreja Ortodoxa Ucraniana do Patriarcado de Kiev, a Igreja Ortodoxa da Ucrânia e outros.

## Como parte do Patriarcado de Constantinopla

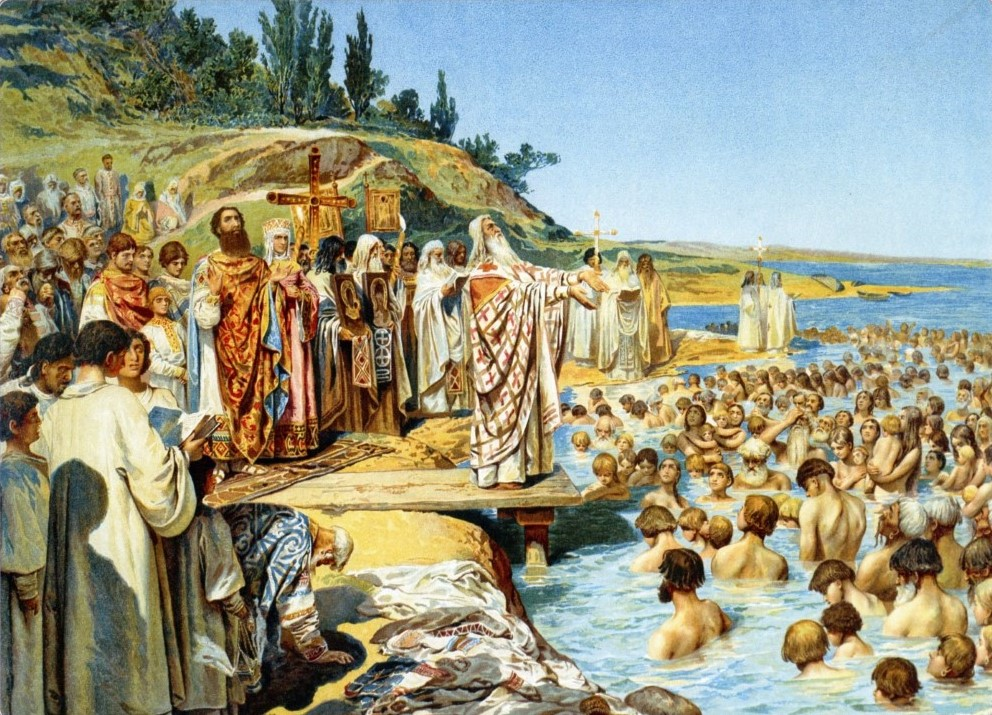
Batismo dos Quievanos K. Lebedev

Nos primeiros cinco séculos, a Igreja da Rússia de Kiev foi uma das metrópoles do Patriarcado de Constantinopla. O metropolita que chefiava a hierarquia era nomeado pelo patriarca grego de Constantinopla e foi originalmente intitulado "Metropolita da Rússia" e desde a década de 1160, depois que o patriarca Lucas de Constantinopla recusou o pedido do príncipe André I de Vladimir para fornecer um metropolita separado para o Nordeste da Rússia, "Metropolita de Toda a Rússia" (em grego:  τῆς πάσης Ῥωσίας, transl.: tís pásis Rosías).
A propagação do Cristianismo na Rússia foi facilitada pela sua proximidade com o poder cristão - o Império Bizantino. Sabe-se que já existia uma comunidade cristã em Kiev na segunda metade do séc. IX. Seu surgimento é geralmente associada ao chamado "Batismo de Fócio da Rus" na primeira metade da década de 860. Vários historiadores eclesiásticos sugerem que os primeiros batizadores da Rus poderiam ser os irmãos Cirilo e Metódio durante sua missão na Cazária (860-861).
De acordo com algumas fontes bizantinas, uma sé episcopal foi estabelecida em Kiev. Pode-se presumir que o primeiro bispo da Rússia, que o patriarca Fócio enviou de Constantinopla à Russia de Kiev por volta do ano 867, foi Miguel. No entanto, o Batismo de Fócio não teve consequências profundas para a cristianização da Rússia. O Cristianismo, que mal havia se estabelecido no país, foi varrido pela reação pagã após a captura de Kiev por Olegue. Pode-se supor que durante esses anos uma pequena comunidade de cristãos existiu ilegalmente. Mudanças para melhor na vida dos cristãos de Kiev ocorreram durante o reinado do príncipe Igor, no final de cujo reinado o Cristianismo em Kiev já aparece como uma força notável.
A próxima etapa da cristianização da Rússia foi associada às atividades da princesa Olga, que foi batizada em Constantinopla em 957 (ou 954/955). Após o batismo, Olga traçou planos para a restauração da organização da Igreja na Rússia. Em 959, ela se dirigiu ao rei alemão Oto I com um pedido de envio de um bispo e padres. Um monge do Mosteiro de Santo Albano foi nomeado bispo para a Rússia, Libúcio. No entanto, ele morreu logo após sua consagração, e um monge do Mosteiro de São Maximino em Tréveris, Adalberto, foi nomeado para substituí-lo. A missão do bispo Adalberto terminou em completo fracasso em 962, já que aproximadamente a partir de 960 o governante em Kiev era o filho de Olga, Sviatoslav Igoreviche era cético em relação ao Cristianismo. Durante o seu reinado (960-972) a situação da comunidade cristã tornou-se novamente desfavorável.
No início do reinado de Vladimir, a comunidade cristã da capital foi novamente perseguida.
De acordo com a literatura hagiográfica (ver os prólogos e o Menaion de 12 de julho), em 983 Teodoro e João, reverenciados pela Igreja da Rússia como "os primeiros mártires da Rússia", foram martirizados nas mãos dos pagãos kievanos.

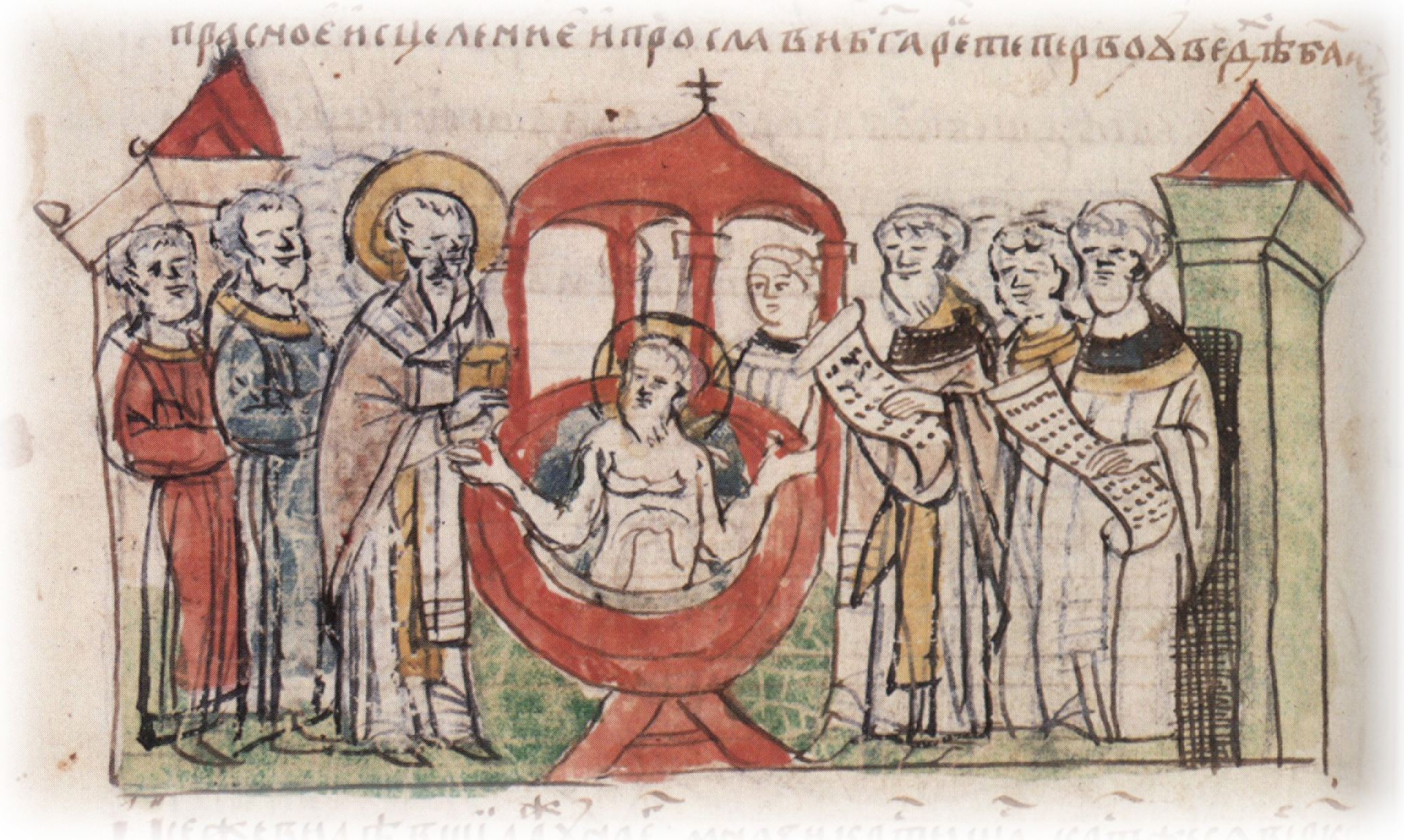
Batismo e iluminação de Vladimir em Korsun (Miniatura da Crônica de Radzivill, séc. XV).

O príncipe Vladimir, segundo relatos da crônica, foi batizado em Quersoneso Taurida, recebendo o nome de Basílio, em homenagem a São Basílio, o Grande, e também em homenagem ao seu padrinho, o Imperador romano Basílio. 
A historiografia tradicional atribui o Batismo da Rússia ao ano de 988, embora, segundo alguns historiadores eclesiásticos, hajam motivos para acreditar que o ano de 987 seja uma data mais provável.
A eparquia da "Rosía" (em grego:  Ρωσία), que apareceu nas listas das eparquias da Igreja de Constantinopla naquela época por mais de um século, foi elevada ao grau de metrópole o mais tardar em 996. Não há dados em fontes históricas sobre o primeiro metropolita russo da época do príncipe Vladimir e, em geral, metropolitas que se sucederam por quase meio século após o batismo da Rússia. A lenda de que Miguel foi o primeiro metropolita russo é considerada não confiável, e o metropolita Leão, Leo ou Leôncio, também é considerado uma figura lendária, o que levou Aleksei Shakhmatov e Mikhail Priselkov no início do século XX a apresentar uma hipótese, segundo o qual o metropolita de Kiev como parte do Patriarcado de Constantinopla foi estabelecido apenas no final da década de 1030, e antes disso, a Rússia fazia parte do Patriarcado de Ocrida desde o final do século X. O primeiro metropolita de Kiev conhecido de forma confiável foi Teopento, que imediatamente após sua chegada à Rússia em 1039, reconsagrou a Igreja dos Dízimos. Sob o príncipe Vladimir, além da própria Kiev, outras eparquias foram formadas: Belgorod (perto de Kiev), Novgorod, Chernigov, Polotsk. Os bispos eparquiais eram eleitos localmente pelos respectivos príncipes ou pelo veche (em Veliki Novgorod desde meados do século XII) - como regra, entre russos, embora no período pré-mongol também se pudesse encontrar bispos de origem grega.
Evgeni Golubinski, falando sobre as tentativas do príncipe Vladimir de estabelecer a iluminação entre seus boiardos no nível dos padrões bizantinos da época, escreveu: “Vladimir queria e tentou introduzir a iluminação para nós, mas sua tentativa não teve sucesso. Depois dele, não fizemos mais tentativas e ficamos sem esclarecimentos, apenas alfabetizados, apenas com a capacidade de ler”.
Um marco na história da metrópole russa foi o reinado de Jaroslau,o Sábio, durante o qual começou a construção de templos em grande escala. Em particular, catedrais de Santa Sofia foram erguidas em Kieve, Novgorod, Polotsk. A Catedral da Transfiguração foi erguida em Chernigov. Em Kiev, durante o reinado de Jaroslau, o Sábio, surgiu um importante centro de instrução, localizado na Catedral metropolitana de Santa Sofia: crônicas eram mantidas ali, os livros eram copiados, traduções eram feitas da língua grega.
Sob o príncipe Jaroslau,o Sábio, o monge Antônio das Cavernas trouxe as tradições do monaquismo de Athos para Kiev, fundando o famoso Mosteiro das Cavernas de Kiev, que se tornou o centro espiritual do antigo Estado russo no período pré-mongol. Em 1501 ou 1502, pela primeira vez na história da metrópole da Rússia, foi nomeado um bispo da Rússia - Hilarião, que foi nomeado pelo sínodo dos hierarcas russos, devido a uma forte deterioração nas relações com Bizâncio.  A metrópole da Rússia reivindicava agora autonomia e o direito de escolher seu próprio metropolita. Após a morte de Jaroslau, a Igreja da Rússia retornou ao antigo costume de nomeação dos metropolitas, que novamente começaram a ser enviados de Constantinopla. Os bispos russos praticamente não tinham oportunidade de influenciar a eleição do metropolita, que era realizada na capital de Bizâncio. Os gregos procuravam manter a metrópole russa, que era importante para eles, sob controle máximo. Essa posição tinha uma vantagem importante: os metropolitas gregos eram amplamente independentes do poder principesco e caso de conflito com qualquer um dos príncipes russos, o metropolita não podia temer ser deslocado pelas autoridades seculares.
Em 1145, o metropolita Miguel II foi para Bizâncio, onde morreu ou recusou o serviço na Rússia. Ao partir, fechou a Catedral de Santa Sofia e proibiu a realização de serviços divinos nela. Em 1147, o sínodo dos bispos da Rússia, convocado pelo príncipe de Kiev, Iziaslau, sem acordo com o Patriarcado de Constantinopla, nomeou Clemente de Esmolensco como metropolita em Kiev, o que causou rejeição dos bispos do norte, oeste e nordeste da Rússia. A turbulência resultante interrompeu temporariamente a unidade da metrópole russa e, de fato, tornou-se o primeiro cisma na Rússia. O cisma continuou até 1156, quando o metropolita Constantino I chegou de Constantinopla. Constantino I depôs todos os partidários de Clemente, anatematizado o príncipe Iziaslau que, a essa altura, havia sido banido para a Volínia e morrido, e reconsagrou a Catedral de Santa Sofia em Kiev. O controle final de Constantinopla sobre as eparquias da Rússia foi restaurado em meados da década de 1160 sob o comando do metropolita João IV, que o príncipe Rostislau concordou em aceitar somente após a intervenção do imperador Manuel I.
Danos à Rússia e à Igreja russa foram causados pela invasão mongol. Em 1240, os mongóis capturaram Kiev. Os mongóis destruíram propositalmente os templos e mosteiros com aríetes. Dos 50 mil habitantes da cidade, não sobreviveram mais de duas mil pessoas. Toda a parte central da Russia também foi severamente desvatada. Isso se tornou ainda pior, já que na região central da estepe florestal não havia onde se esconder em caso de novos ataques dos mongóis-tártaros. O nordeste da Russia foi menos devastado, então houve uma certa migração da população para essas áreas.
Em vista do declínio da importância da devastada Kiev como centro político após sua derrota pelos tártaros-mongóis (1240), em 1299 o metropolita de Kiev, Máximo, mudou sua cátedra para Vladimir, ao mesmo tempo, a eparquia de Vladimir foi anexada à região metropolitana. Após sua eleição em 1308, o metropolita Pedro chegou a Kiev, mas já no inverno de 1308-1309 partiu para Vladimir. Esta visita consolidou a escolha anteriormente feita pelo metropolita Máximo. Nos últimos anos de sua vida, o metropolita Pedro passou a maior parte do tempo em Moscou. No final de 1325, Moscou tornou-se a sé dos metropolitas de Kiev. 
O último metropolita de Moscou, instalado em Constantinopla, foi o grego Isidoro (1437-1441). Representando a Igreja da Rússia, bem como o patriarca Doroteu I de Antioquia (1435-1452) no Concílio de Ferrara-Florença (1438-1445), em 5 de julho de 1439, ele assinou a Decisão Conciliar sobre a Unia, que adotou todos os novos dogmas da Igreja Romana. Em Constantinopla, a Unia sofreu um colapso completo já em 1440, devido à rejeição geral dela pela população: apenas a corte do imperador e o próprio patriarca de Constantinopla aderiram à Unia. O Concílio de Constantinopla em 1484, com a participação de todos os patriarcas orientais, reconheceu os latinos "hereges da segunda categoria", que estavam sujeitos a ingressar na Ortodoxia através da crisma.

## Divisão da metrópole de Kiev
Em 1441, o metropolita Isidoro, ao chegar a Moscou após o Concílio de Florença, celebrou uma liturgia na qual comemorou o papa Eugênio IV de Roma e também leu um documento sobre a Unia. Logo em seguida, por ordem do grão-duque Basílio II, o Negro, ele foi levado sob custódia, mas depois fugiu. O grão-duque deu ordens para que Isidoro não fosse perseguido. Convocado nessa ocasião, em 1441, em Moscou, um concílio episcopal da Rússia oriental (o Grão-Ducado de Moscou e os principados vizinhos) condenou o metropolita Isidoro como herege e apóstata, rejeitando a Unia. O Sobor de Moscou de 1448, convocado pelo grão-príncipe Basílio, em 15 de dezembro, colocou na metrópole russa o bispo Jonas de Riazan, sem coordenação com o patriarca uniata de Constantinopla (o patriarca e o imperador de Constantinopla estavam em Unia até a captura de Constantinopla pelos turcos, até 29 de maio de 1453), com o título de "Metropolita de Kiev e Toda a Rússia".
Em 15 de dezembro de 1448, a Igreja russa, com seu centro em Moscou, torna-se de fato autocéfala. Após a captura de Constantinopla pelos turcos e a destruição de sua Unia, as comunicações entre russos e gregos foram retomadas.
Na conclusão, em 31 de agosto de 1449, de um tratado de paz entre o príncipe Basílio de Moscou e o rei polonês Casimiro, o metropolita Jonas solicitou que as dioceses ortodoxas russas na Polônia e na Lituânia ficassem em sua metrópole. Em 31 de janeiro de 1451, o rei Casimiro atendeu parcialmente ao pedido do metropolita e entregou-lhe a "metrópole de Kiev e de Toda a Rússia, pois foi a primeira, de acordo com o costume do Cristianismo russo" (referindo-se às dioceses ortodoxas na Lituânia, mas não da Galícia).
Em 1458, sob a pressão do papa romano Calisto III, o rei polonês Casimiro IV retirou do metropolita Jonas as dioceses russas, que estavam na Lituânia, e colocou o metropolita uniata Gregório como seu chefe. Em meados da década de 1460, Gregório estabeleceu relações com o patriarca ortodoxo em Constantinopla e, por meio de uma carta de 14 de fevereiro de 1467, o patriarca Dionísio I convidou todas as terras russas a aceitá-lo como o único metropolita legítimo reconhecido por Constantinopla, o que foi categoricamente rejeitado em Moscou, onde o príncipe João Vasilieviche declarou um rompimento total com o Patriarcado de Constantinopla. Duas metrópoles foram formadas: a metrópole de Moscou e a metrópole de Kiev, que permaneceu parte do Patriarcado de Constantinopla. De 1448 a 1589, a Igreja de Moscou foi governada pelos metropolitas de Kiev e Toda a Rússia, depois de Moscou e Toda a Rússia. O sínodo episcopal de Moscou, convocado pelo metropolita Jonas no final de 1459, declarou que a metrópole russa estava dividida, e o sínodo decidiu ser a "inabalável Santa Igreja de Moscou".
Em 1478, devido à adesão de Novgorod ao Principado de Moscou, a autonomia jurisdicional da diocese de Novogárdia foi finalmente abolida.
A metrópole de Moscou, de 1470 a 1504, foi abalada pela heresia dos judaizantes, que foi finalmente condenada pelo Concílio de Moscou em 1504. Do final do século XV até a metade do século XVI, a luta entre os Não possuidores e os Josefilianos não cessou. Os sínodos de Makariev de 1547 e 1549 realizaram a canonização de santos na Igreja russa e o procedimento para a canonização por uma decisão conciliar dos bispos e com a bênção do primeiro hierarca da Igreja. De grande importância na história da Igreja russa foi o Sobor de Stoglav de 1551. Várias definições do Stoglav, como aquelas sobre o sinal da cruz com dois dedos e sobre o duplo aleluia, tornaram-se objeto de controvérsia durante as reformas eclesiásticas do século XVII, e a definição sobre o "cabelo não barbeado" e o "bigode não barbeado" serviu para alienar ainda mais os velhos crentes durante as reformas de Pedro I no início do século XVIII.
Desde o reinado de João III, o Estado russo começou a formar uma ideologia religiosa, historiosófica e política, segundo a qual, devido à queda política de Bizâncio, o único reduto estatal da ortodoxia universal era Moscou, que recebeu a dignidade da Terceira Roma. De uma forma um pouco modificada, essa ideia foi formalizada no Édito de 1589, em nome do "Sínodo dos grandes reinos russo e grego" composta pelos hierarcas da Igreja de Moscou com a participação do patriarca de Constantinopla Jeremias II, cujas decisões foram confirmadas pelo czar Teodoro Ivanoviche. Na Igreja de Moscou, durante esse período, formou-se uma visão da piedade russa como a única doutrina intacta e salvífica de Cristo em todo o mundo. Os cristãos de outras confissões não eram considerados como tais e tinham de ser rebatizados quando se juntavam à Ortodoxia. Como resultado, formou-se uma religiosidade peculiarmente moscovita com ênfase especial no ritual externo, na imutabilidade absoluta das formas litúrgicas e no que alguns estudiosos chamam de "confissão cotidiana".

## Primeiro período patriarcal (1589-1700)

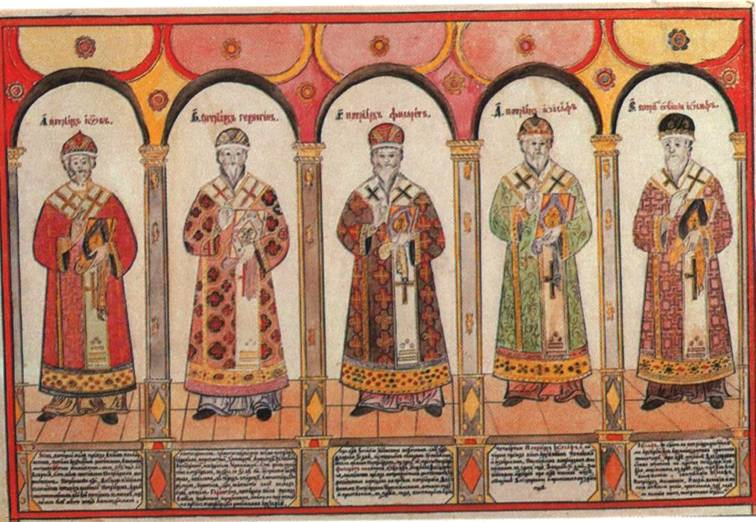
Cinco primeiros patriarcas da Igreja russa (Luboque da segunda metade do séc. XIX)

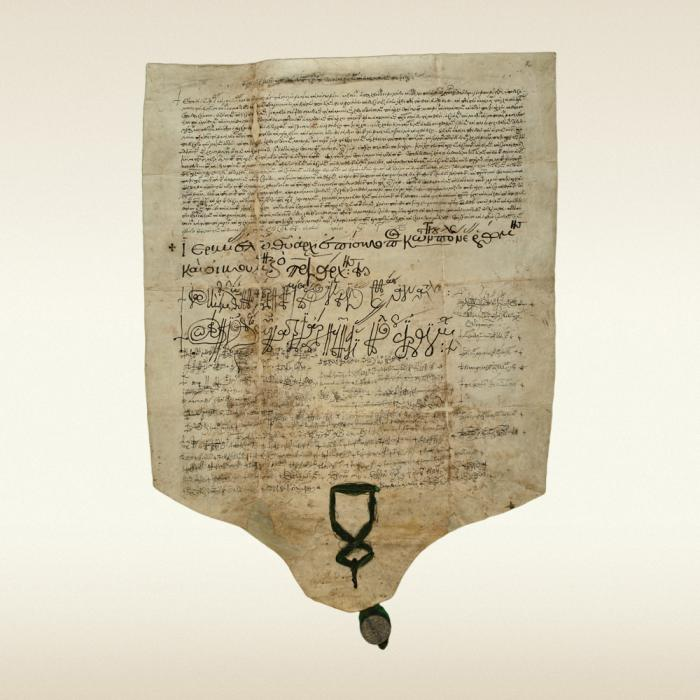
Gramota da Igreja de Constantinopla sobre o establececimento do Patriarcado de Moscou (maio de 1590)

Em 1589, os metropolitas de Moscou receberam a dignidade de patriarcas e o reconhecimento da autocefalia do patriarca Jeremias II e dos outros patriarcas orientais. Uma característica distintiva do governo da Igreja de Moscou em comparação com os outros patriarcados era a ausência de um concílio permanente de bispos sob o patriarca, o sínodo, que naquela época já havia tomado forma como um dos órgãos de autoridade nas outras Igrejas.
Uma parte da metrópole ortodoxa de Kiev, Galícia e Toda a Rússia, que continuou sob a jurisdição do patriarcado de Constantinopla no território da Comunidade Polonesa-Lituana, concluiu em 1596 a Unia com o papado (União de Brest), o que levou ao surgimento da Igreja uniata russa (em latim: Ecclesia Ruthena unita) na Galícia, na Volínia e na Podólia, que faziam parte da Rzeczpospolita, e o conflito que se seguiu entre os uniatas e os ortodoxos.
O principal trabalho do primeiro patriarca de Moscou, Jó (1589-1605), foi realizar as reformas na Igreja russa, delineadas no decreto do Sobor de 1589. Quase todas as catedrais episcopais foram elevadas de categoria, e várias novas foram abertas. Jó ordenou quatro metropolitas, cinco arcebispos (de seis) e um bispo para sete novas dioceses. Ele estabeleceu festas em toda a Igreja para alguns dos santos que haviam sido reconhecidos anteriormente e canonizou vários novos. O patriarca promoveu a difusão do Cristianismo entre os inorotsis (russos não eslavos) da Sibéria, do território de Kazan e do oblast de Korel (Carélia). Em Moscou, com o objetivo de estabelecer maior harmonia no baixo clero, foram estabelecidos oito popovskih starosti (chefes sacerdotais). Por se recusar a reconhecer o Falso Demétrio I, foi privado da cátedra e exilado no mosteiro da Assunção de Staritsa. O trono patriarcal foi ocupado pelo partidário do Falso Demétrio, Inácio (1605-1606), mas imediatamente após o assassinato do Falso Demétrio, ele foi privado não apenas do posto patriarcal, mas também de postos da hierarquia sagrada.

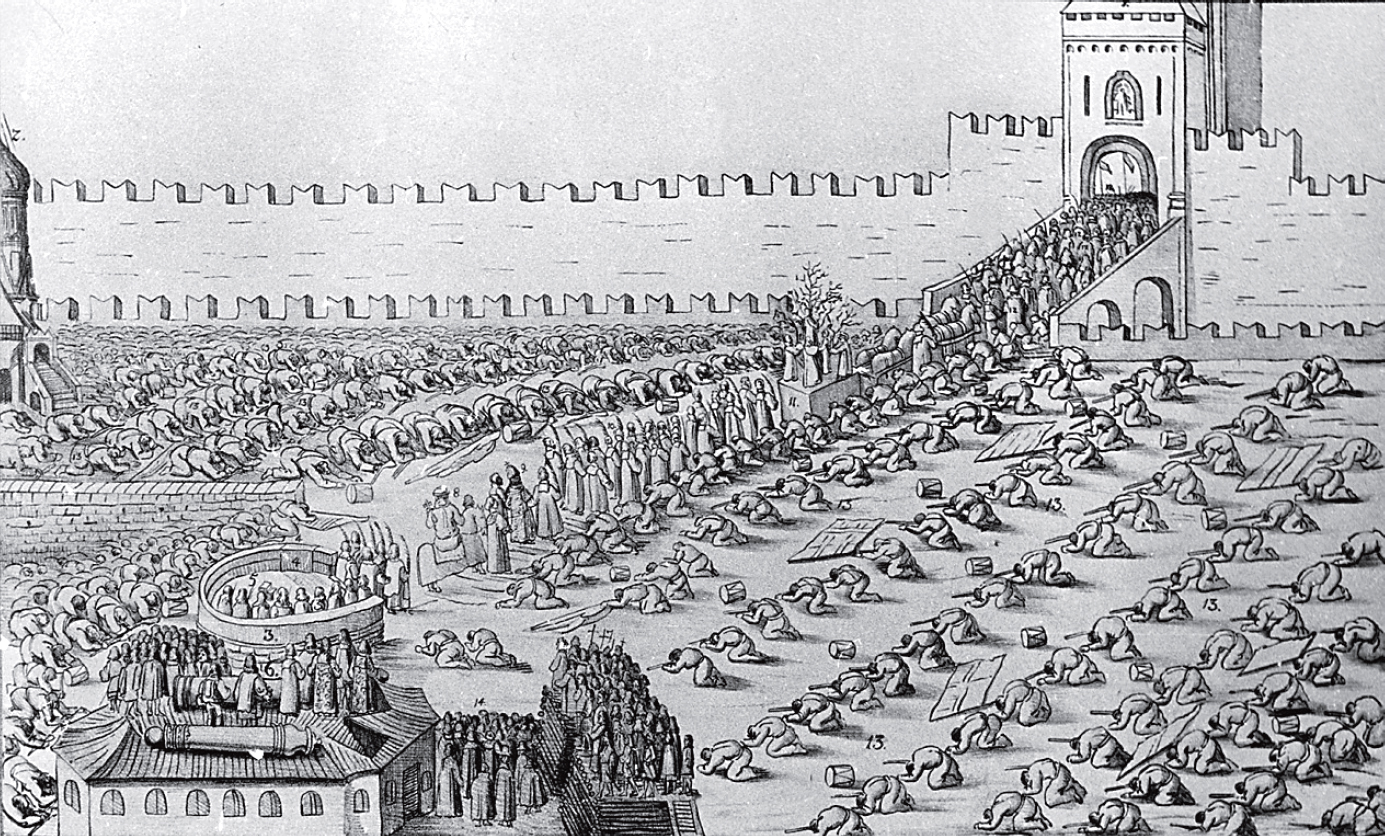
Desenho do álbum de Meyerberg, embaixador austríaco em Moscou, "Celebração da Entrada do Senhor em Jerusalém, que aconteceu em 1654." Retrata o Kremlin, o czar conduzindo um cavalo no qual o patriarca da Igreja Ortodoxa está sentado, com arqueiros de Moscou prostrados em cada lado da passagem.

O patriarca Hermógenes (1606-1612) foi o maior escritor e pregador da Igreja, uma das pessoas mais instruídas da época. Sob seu comando, uma nova gráfica foi erguida em Moscou, uma prensa tipográfica foi instalada e livros foram impressos. Ele era um oponente ativo dos poloneses, por isso foi preso no mosteiro de Chudov, onde morreu de fome.
O poder máximo dos patriarcas do Estado de Moscou foi alcançado pelo patriarca Filareto (1619-1634), pai do czar Mikhail Fedoroviche. Em 1625, o czar emitiu uma carta de imunidade, que transferiu para o patriarca a jurisdição sobre todas as igrejas, mosteiros e camponeses nas terras da Igreja e do monastério, tornando o patriarcado um "Estado dentro de um Estado". Sob o comando de Filareto, dois Zemski Sobor (assembleias de terra) foram convocados (em 1619 e 1632), o arcebispado de Tobolsk e da Sibéria foi estabelecido, uma escola grega para crianças foi aberta e a impressão de livros foi desenvolvida. Entre 1619 e 1630, foi publicada uma obra importante, o Livro de Atas Mensais, com 12 volumes.
Como sucessor do patriarca Filareto, o czar Miguel, seu círculo íntimo e o próprio Filareto, que havia escolhido o arquimandrita Josafá como seu sucessor, queriam ver uma personalidade menos brilhante e menos inclinada à atividade política. Sob o patriarca José (1642-1652) foi publicado o maior número de livros (em comparação com os patriarcados anteriores), 38 títulos (alguns dos quais sobreviveram a até oito edições). O patriarca apoiou a reaproximação com o Oriente grego e Kiev.
A partir de 1653, o patriarca Nicônio, com o apoio do czar Aleixo Mikhailoviche, realizou a correção dos livros litúrgicos e outras medidas para unificar a prática litúrgica de Moscou com a grega. A reforma do patriarca Nicônio não foi aceita por parte da Igreja, o que levou a um cisma e ao surgimento dos Velhos crentes. Os últimos anos do patriarcado de Nicônio foram marcados por um conflito com o czar, que levou à sua deposição em dezembro de 1666.
Durante o patriarcado de Josafá II (1667-1672), foi realizado um Grande Sobor de Moscou do clero russo e oriental, que amaldiçoou os Velhos crentes e, ao mesmo tempo, os submeteu a um processo criminal estatal. José II esforçou-se para impor as proibições introduzidas pelo Sínodo de Moscou. Ao mesmo tempo, faltou energia a José II para implementar várias decisões importantes do tribunal de Moscou: a recomendação do sínodo sobre o estabelecimento universal de escolas e o estabelecimento de novas dioceses na Rússia (apenas uma, Belgorod, foi autorizada) permaneceu não realizada. Em sua luta contra a penetração do estilo da Europa Ocidental na pintura de ícones russos, o patriarca se esforçou para legalizar o estilo bizantino. Sob o comando de José II, a pregação nas igrejas foi renovada. Por iniciativa dele, os missionários ortodoxos atuaram no extremo norte (até as ilhas de Novaia Zemlia) e no extremo leste (até Dauria). No rio Amur, perto da fronteira com o Império Qing (China).

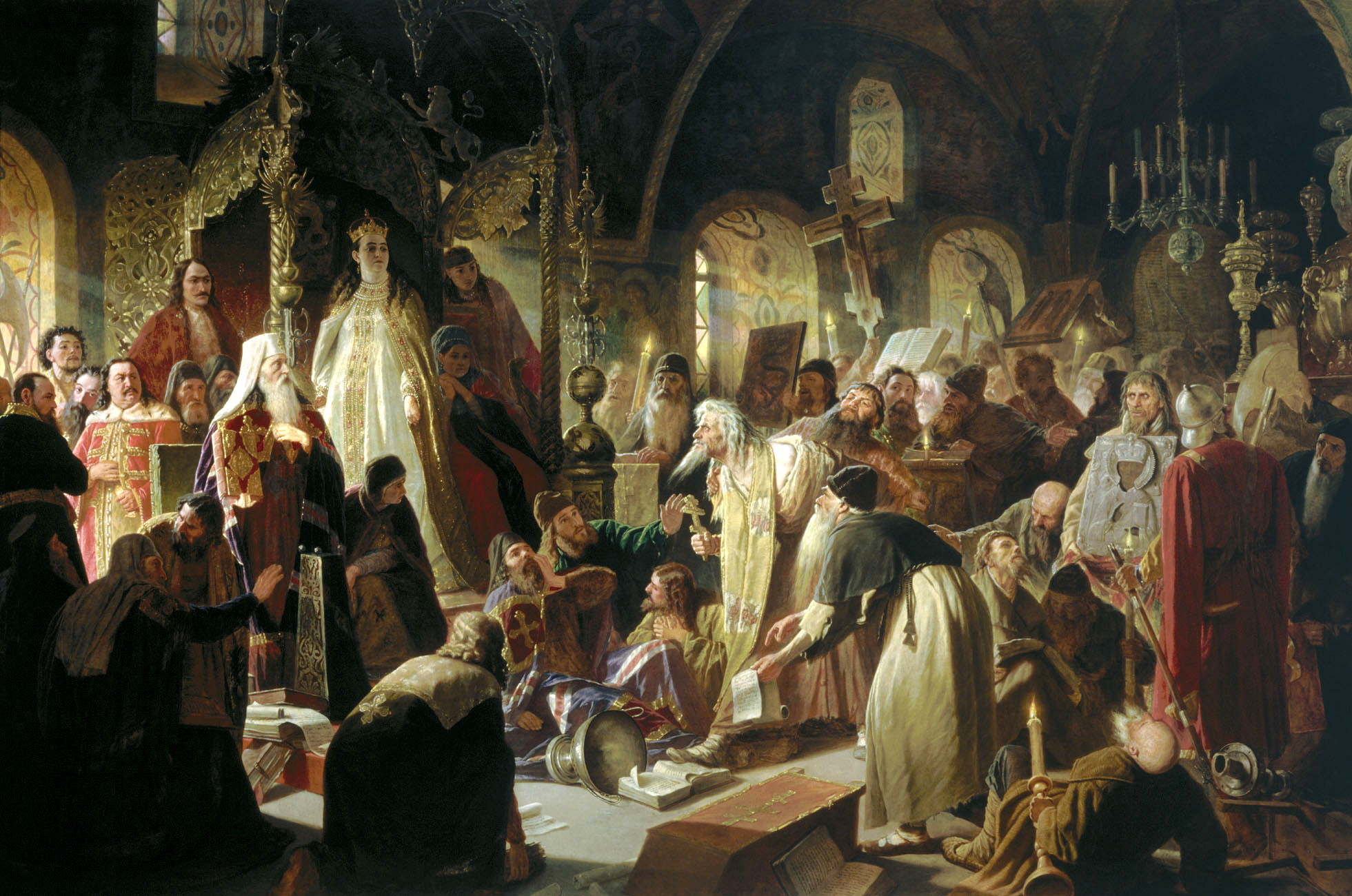
Basílio Perov. Nikita Pustosvyat. Disputa sobre a fé. 1880-1881. (A "disputa sobre fé" em 5 de julho de 1682 no Palácio das Facetas, na presença da czarevna Sofia).

O conteúdo da obra do patriarca Joaquim (1674-1690) foi manter os velhos costumes, o prestígio da Igreja e do clero. O evento mais importante de seu patriarcado foi a resubordinação ao patriarcado de Moscou, em novembro de 1685, de parte da metrópole de Kiev (as dioceses de Kiev e Chernigov), que até então estava sob a jurisdição do trono de Constantinopla. Em 1686, o patriarca Dionísio de Constantinopla, com o consentimento dos outros patriarcas orientais, enviou uma carta aprovando a resolução do metropolita Gedeão Chetvertinski de chefiar a metrópole de Kiev, que havia sido anexada ao Patriarcado de Moscou. Os sucessores de Gedeão Chetvertinski, que haviam sido eleitos para a metrópole de Kiev por uma facção cossaca de fato liderado por Hetman Samoiloviche, estavam canonicamente sujeitos ao Patriarcado de Moscou. Um oponente ferrenho da resubordinação da metrópole de Kiev foi o patriarca de Jerusalém, Dositeu II Notara, que tinha participação ativa nos assuntos russos e considerava essa resubordinação anticanônica. Para Gedeão Chetvertinski, o título de "metropolita de Kiev, Galícia e Toda a Rússia" foi mantido, bem como o direito de apresentação da Cruz em sua diocese e outros privilégios. A cátedra de Kiev foi reconhecida como a cátedra original na Rússia. Logo, porém, o metropolita Gedeão começou a perder os privilégios que lhe eram concedidos em Moscou. Em janeiro de 1688, ele foi privado do direito de ser chamado de metropolita de Toda a Rússia (ele tinha permissão para se chamar de metropolita de Kiev, Galícia e Pequena Rússia) e, em julho, a diocese de Chernigov e a Lavra de Kiev-Pechersk foram retiradas de sua jurisdição, o que minou seu prestígio.
Durante o governo de Joaquim, a repetida tentativa do czar Teodoro Alekseeviche no Sínodo de 1682 de aumentar o número de dioceses e de introduzir distritos metropolitanos acabou fracassando.
Outro evento importante no patriarcado de Joaquim foi a criação da Academia Eslavo Greco-Latina de Moscou em 1685.
O último patriarca do período do pré-sinodal, Adriano (1690-1700), era conservador e oponente das reformas do czar Pedro I. Sob seu comando, duas sínodos foram realizados: em 1697 e em 1698.

## Período sinodal (1700-1917)

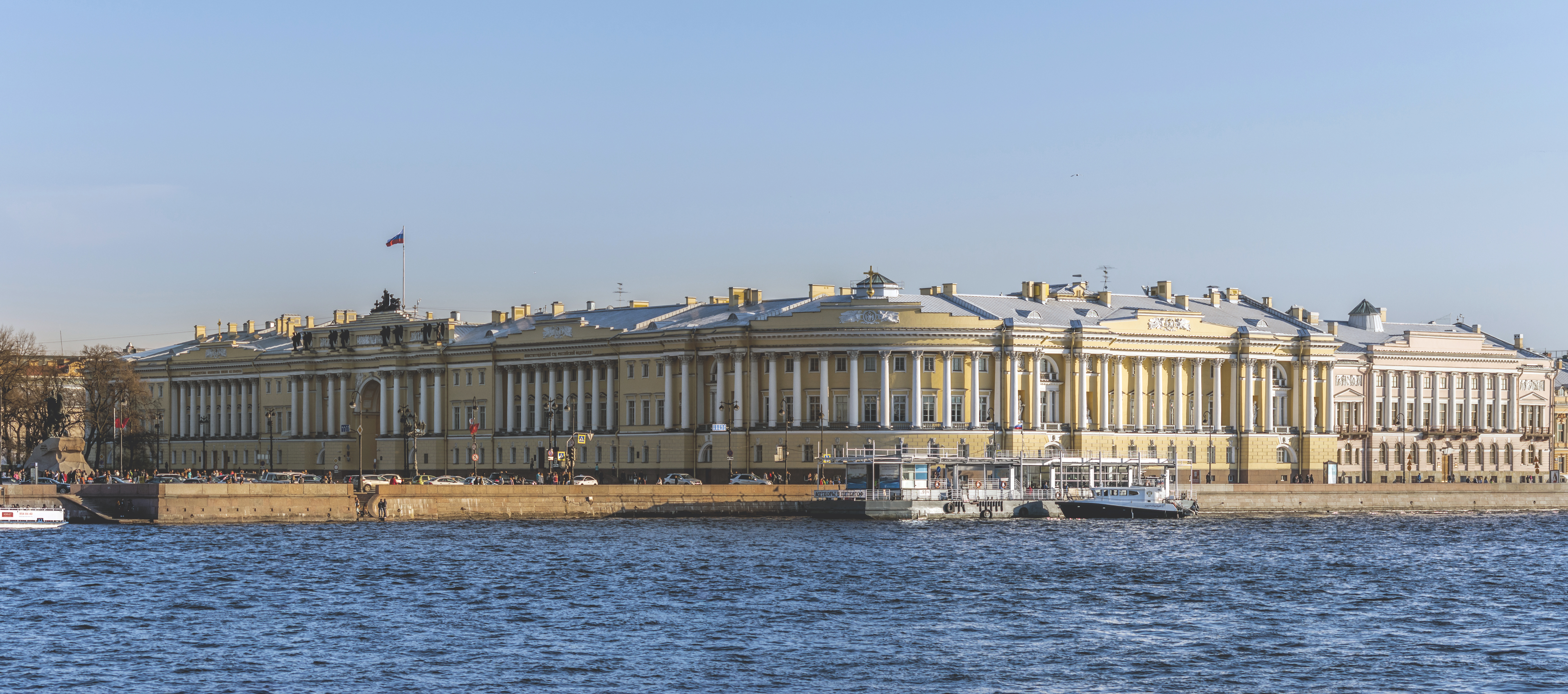
Prédio do Senado e do Sínodo em São Petersburgo. Erguido em 1829-1834.

Após a morte do patriarca Adriano em 1700, Pedro I proibiu a eleição do novo patriarca e, depois de 20 anos, estabeleceu o Colégio Espiritual, logo renomeado para Santo Sínodo, que, sendo o órgão estatal, executou as funções de Administração eclesiástica de 1721 a janeiro de 1918, com o imperador (até 2 de março de 1917) como "o juiz supremo desse colégio".
Até a época do Concílio de Toda a Rússia de 1917-1918, o principal documento regulador externo (legal-estatal) para a Igreja era o Regulamento Espiritual de 1721 e, mais tarde, também a Carta do Consistório espiritual.
Como resultado das reformas eclesiásticas de Pedro I, o clero se tornou um estamento fechado em meados do século XVIII, cujo acesso era muito difícil para as pessoas de outros estamentos no interesse do serviço público e da tributação. O sistema de escolas teológicas (seminários e escolas espirituais), que surgiu sob Pedro, também tinha um caráter estamental. A educação era organizada de acordo com o modelo malorossiano: predominavam o latim (como matéria e idioma de instrução) e o escolasticismo. A introdução da educação escolar para os filhos do clero foi extremamente difícil e encontrou resistência em massa.
Em 1763 e 1764, vários decretos aboliram os feudos monásticos e introduziram quadro de funcionários para alguns dos mosteiros que restaram, bem como para todas as dioceses, que foram divididas em três classes com subsídios e estrutura definidos. Como resultado, a Igreja deixou de desempenhar o papel de ator mais importante na vida social e econômica do país. O clero perdeu sua independência financeira e passou a fazer parte da folha de pagamento do tesouro do Estado, tornando-se uma categoria especial de funcionários públicos. Quatro quintos dos monastérios na Grande Rússia foram abolidos como resultado da secularização das posses monásticas. A resposta da Igreja a isso foi o renascimento e a disseminação em alguns mosteiros do fenômeno dos starets (ancião).
No século XIX, as figuras mais significativas na política eclesiástica foram o metropolita Filareto Drozdov de Moscou e o Procurador Chefe do Santo Sínodo, Konstantin Pobedonostsev. O primeiro, como brilhante pregador, dogmático e administrador, desempenhou um papel significativo no estabelecimento de uma escola espiritual russa livre do escolasticismo latino. O segundo, por meio de sua política protetora e considerável influência sobre Alexandre III, promoveu um maior isolamento social do clero e uma queda no prestígio da Igreja na sociedade. O século XIX viu a secularização quase completa e a saída da Igreja de uma parte considerável da camada educada do povo russo. Ao mesmo tempo, o final do século viu um notável despertar do interesse pela religião entre a intelligentsia criativa. Houve um movimento para a renovação da vida eclesiástica e a restauração do princípio conciliar na governança, cujos precursores foram Alexei Khomiakov, Vladimir Soloviov, Lev Tikhomirov e outros. Vladimir Soloviov escreveu em 1881: "O Sobor da Igreja russa deve confessar solenemente que a verdade de Cristo e a Igreja não precisam de uma unidade compulsória de forma e de uma guarda violenta <...> Tendo assim renunciado ao poder policial externo, a Igreja adquirirá uma autoridade moral interna, um verdadeiro poder sobre as almas e mentes. Não mais necessitando da proteção material do governo secular, ela será libertada de sua tutela e se terá um relacionamento digno com o Estado".

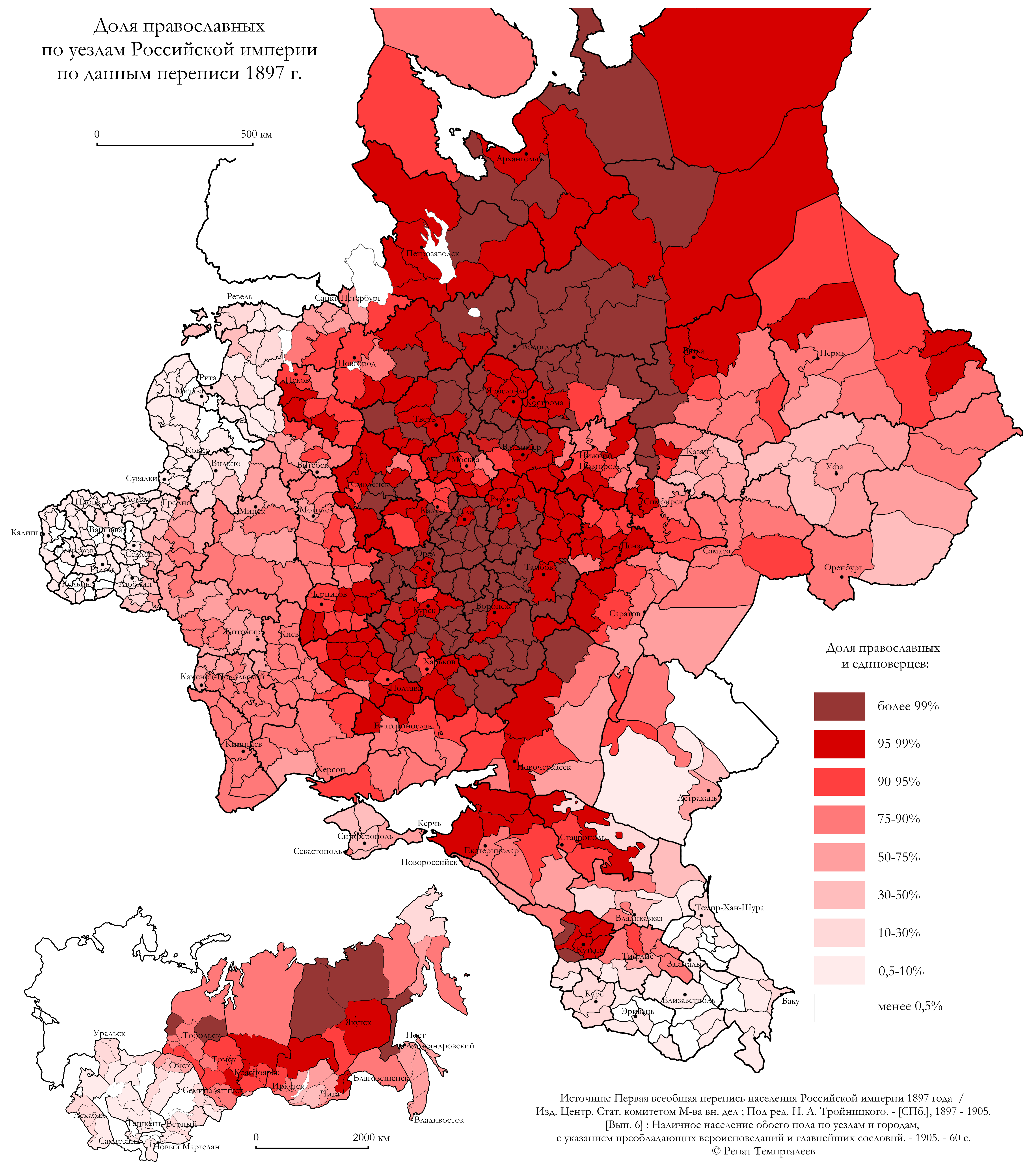
Parcela de ortodoxos por condados e distritos do Império Russo de acordo com os dados do primeiro censo populacional geral de 1897.

No final do século XIX, ocorreram congressos de bispos dedicados a questões urgentes que, no entanto, não tinham o status de um sínodo. Por exemplo, em 1884, foram realizados dois congressos episcopais: a reunião de onze bispos do sudoeste em Kiev contra o sectarismo (Estundismo) e a conferência de bispos em São Petersburgo sobre a escola e manutenção do clero rural. Em 1885, uma reunião de nove bispos da região do Volga foi realizada em Kazan para discutir medidas contra o cisma, bem como questões de atividade missionária entre os não-russos da região do Volga. Celebrações e reuniões em grande escala foram realizadas em Kiev em 1888 para celebrar o 900º aniversário do batismo da Rússia. Congressos missionários foram realizados em Kazan e Odessa em 1897 e 1898.
Em 1901-1903, "reuniões religiosas e filosóficas" de representantes da intelligentsia secular e do clero foram realizadas em São Petersburgo sob a presidência do bispo Sérgio Stragorodski de Yamburg. A ideia de convocar um concílio e reorganizar a alta administração eclesiástica finalmente surgiu. Por decreto imperial, o governo liderado pelo conde Sérgio Witte, em dezembro de 1904, começou a trabalhar em um projeto de lei sobre o fortalecimento dos princípios da tolerância religiosa, emitido pelo manifesto imperial de 17 de abril de 1905.
Uma consequência da mudança na legislação foi uma situação em que a Igreja Ortodoxa, tendo perdido seus antigos privilégios legais do Estado, se viu efetivamente no papel de uma confissão discriminada, já que continuava sob controle direto do Estado. As tentativas de Antônio Vadkovski, o primeiro membro do Sínodo, de encontrar maneiras de corrigir a situação anormal foram torpedeadas por Pobedonostsev.
No entanto, em resposta à discussão que havia começado entre o episcopado sobre a ordem canônica do governo eclesiástico, Nicolau II, em 16 de janeiro de 1906, aprovou a composição da Presença Pré-conciliar, uma comissão de preparação para o Concílio, que foi inaugurada em 8 de março de 1906. A última assembléia geral da Presença Presença Pré-conciliar foi realizada em 15 de dezembro de 1906. Após os problemas de 1905, a Corte considerou as exigências para a convocação de um Concílio como sentimentos revolucionários no "departamento da confissão ortodoxa". O Mandamento supremo de 28 de fevereiro de 1912 estabeleceu "sob o Santo Sínodo uma assembléia pré-conciliar permanente, até a convocação do Concílio" (com estrutura mais limitada do que a Presença, para "todo tipo de trabalho preparatório para o concílio, que possa ser necessário"), que o imperador confirmou como presidente em 1º de março, sob proposta do Sínodo, o arcebispo da Finlândia, Sergio Stragorodski. Após a morte do metropolita Antônio Vadkovski de São Petersburgo, em 2 de novembro de 1912, um editorial no jornal de direita Moskovski Vedomosti, sob o título "Eleição do metropolita primaz pelo Sobor", pedia que "essa menor das pequenas restaurações da ordem canônica" fosse realizada, explicando que não se tratava de um Concílio, mas de um "sínodo episcopal" (o sucessor de Antônio foi nomeado segundo a ordem sinodal usual da época).
No final desse período, surgiram várias organizações radicais nacionalistas e monarquistas, as chamadas "Sotnias Negras", cuja ideologia se baseava na Ortodoxia russa: "Assembleia Russa", "União do Povo Russo", "Partido Monarquista Russo", "União Arcanjo Miguel" e outras. Representantes do clero negro e branco participaram do movimento monarquista, ocupando cargos de liderança em algumas organizações até 1913, quando o Santo Sínodo emitiu um decreto proibindo o clero de se envolver em atividades político-partidárias.

### A Igreja sob o Governo provisório
A queda da monarquia na Rússia em 2 (15, de acordo com o calendário gregoriano) de março de 1917 foi recebida pela hierarquia da Igreja, em sua maioria, com indiferença ou simpatia.
Na historiografia, há outro ponto de vista, que é o de que o alto clero da Igreja Ortodoxa Russa desempenhou um dos papéis principais e determinantes na derrubada da monarquia na Rússia.
Em 6 de março (19, de acordo com o calendário gregoriano), o Santo Sínodo emitiu o Decreto 1207 sobre a promulgação nas igrejas ortodoxas dos atos de 2 e 3 de março de 1917, que dizia em particular "Os atos supracitados devem ser levados em consideração, executados e anunciados em todas as igrejas ortodoxas, nas vilas e cidades, no primeiro dia após o recebimento do texto desses atos, e nas rurais, no primeiro domingo ou dia festivo, após a Divina Liturgia, com a realização de uma oração ao Senhor Deus para a mortificação das paixões, com a proclamação de muitos retornos felizes ao Poder Russo, preservado por Deus, e ao seu Abençoado Governo Provisório." O príncipe Nicolau Zhevakhov, que na época era vice-procurador-chefe do Sínodo e que posteriormente foi para o exílio, relembrou na década de 1920 uma reunião "memorável" do Santo Sínodo em 26 de fevereiro (11 de março) de 1917, quando Petrogrado estava completamente paralisada pela sedição: O principal membro do Sínodo, o metropolita Vladimir (Bogoyavlenski), de Kiev, rejeitou a proposta do príncipe de emitir um apelo à população, que o príncipe achava que deveria ser "um aviso formidável à Igreja, implicando, em caso de desobediência, punição da Igreja", dizendo-lhe: "É sempre assim. Quando não precisam de nós, não somos notados, mas em um momento de perigo somos os primeiros a ser chamados para ajudar". Zhevakhov explicou esse comportamento dos membros do Sínodo não como "a recusa da hierarquia superior da Igreja em ajudar o Estado em um momento de perigo, mas como o fenômeno mais comum da oposição do Sínodo ao Gabinete do Procurador-Geral". Característico é um editorial na publicação oficial Tserkovny Vestnik (abril de 1917), escrito pelo membro do Conselho de Estado e membro do Conselho da Assembleia Russa, professor-arcipreste Timóteo Butkeviche: "<...> Mas se o comportamento do antigo czar não foi resultado de um distúrbio mental, então é preciso concluir que ninguém e nunca desacreditou tanto o princípio da autocracia como Nicolau II. <...> Afinal de contas, não é segredo que, em vez de Nicolau II, a Rússia foi governada por um khlisti corrupto, ignorante e egoísta, um vigarista, Rasputin! <...> A influência de Rasputin sobre o czar foi particularmente forte na vida da Igreja Ortodoxa. Como um khlisti, Rasputin era o inimigo mais implacável da Igreja. Portanto, todas as ordens do czar sobre assuntos da Igreja eram de natureza hostil, com o caráter de perseguição juliana. O domínio da Igreja foi dado aos khristovoveris. E a Igreja era de fato governada por Rasputin. <...>". Uma figura da Ortodoxia russa com reputação de nacionalista e monarquista extremista como o arcipreste João Vostorgov, imediatamente após a revolução de fevereiro, escreveu sobre a "escravidão" dos bispos e do Sínodo "no sistema antigo".
Durante o mês de março, o Governo provisório da Rússia adotou uma série de regulamentos relativos às prerrogativas do Sínodo:
- Em 3 (16) Março de 1917, foi proclamada uma anistia total e imediata para todos os assuntos religiosos.[62]
- Em 20 de março (2 de abril) de 1917 - Lei "Sobre a Abolição de restrições religiosas e nacionais", que permitiu que não cristãos adotassem crianças cristãs.[62]
- Em 25 de março (7 de abril) de 1917 - Decreto "Sobre o cancelamento de restrições nos direitos do clero branco e dos monges, voluntariamente, com a sanção da autoridade espiritual, renunciando ao serviço espiritual, e também privados de uma posição no clero por um tribunal espiritual". Esse documento concedeu a todos aqueles que haviam deixado (e sido expulsos) o clero o direito de manter todos os títulos acadêmicos obtidos por eles, inclusive durante o tempo em que estiveram no ministério.[62]

Em 14 (27) de abril de 1917, o Governo provisório emitiu uma resolução destituindo todos os membros do Sínodo, com exceção do arcebispo Sérgio (Stragorodski), e convocando novos membros para a sessão de verão. O significado da dissolução consistia na remoção do Sínodo de pessoas que eram vistas pela sociedade como protegidas de Rasputin: o metropolita Macário (Nevski) de Moscou e o Pitirim (Oknov) de Petrogrado. O decreto foi lido ao Sínodo pelo procurador-chefe Vladimir Lvov em 15 de abril (conforme com o calendário juliano); o arcebispo Sérgio (Stragorodski) concordou em participar do novo Sínodo, "embora tenha prometido a seus irmãos bispos que não entraria no novo Sínodo formado por Lvov".
Em 29 de abril (12 de maio) de 1917, o Sínodo renovado enviou uma mensagem aos arquipastores, pastores e todos os fiéis da Igreja Ortodoxa Russa, anunciando a introdução de um sistema eletivo no governo eclesiástico e anunciando a convocação de um Concílio. A decisão do Santo Sínodo de 5 (18) de maio de 1917, No. 2668 "Para o alistamento do clero e do rebanho para uma participação mais ativa no governo eclesiástico", decretou em particular "<... > Cuidar da convocação, nos próximos dias, de congressos diocesanos extraordinários do clero, com a participação de representantes das paróquias encarregadas da confiança de seus paroquianos e de representantes dos colégios espirituais locais, para discutir nesses congressos não apenas questões relacionadas à diocese em questão, mas também questões gerais relativas à posição da Igreja Ortodoxa no Estado russo, em conexão com as mudanças que ocorreram no sistema de governo e com a próxima convocação do sínodo pré-conciliar e da Assembleia Constituinte, e também questões relativas a reformas desejáveis >".
No verão de 1917, foram realizadas eleições para os bispos nas dioceses, fenômeno sem precedentes no período sinodal: Tikhon (Bellavin) em Moscou, Benjamim (Kazanski) em Petrogrado, Sérgio (Stragorodski) em Vladimir foram eleitos para as sés correspondentes.
Depois disso, o Governo provisório continuou a limitar cautelosamente os direitos da Igreja:
- Em 22 de junho (5 de julho) de 1917, os benefícios de racionamento para as famílias dos soldados também foram estendidos às esposas civis e aos filhos nascidos fora do casamento (na ausência de uma família legítima).[62]
- Em 14 (27) de julho de 1917, foi aprovada a lei "Sobre a liberdade de consciência", que permitia que uma pessoa com 14 anos de idade se convertesse livremente a outra religião. A lei também exigia o consentimento de uma criança com mais de 9 anos de idade, caso seus pais decidissem convertê-la. A lei também previa um estado "não religioso", caso em que os atos de status civil eram mantidos pela administração.[62]
- Em 20 de junho (3 de julho) de 1917, o governo provisório entregou as escolas paroquiais ortodoxas ao Ministério da Educação Pública (exceto as escolas não financiadas pelo orçamento do Estado).[62] A decisão não se aplicava às escolas de outras denominações.[62]